# Pleurothallis pruinosa
Pleurothallis pruinosa är en orkidéart som beskrevs av John Lindley. Pleurothallis pruinosa ingår i släktet Pleurothallis och familjen orkidéer. Inga underarter finns listade i Catalogue of Life.